# سورن بوغوسیان
سورن هامبارتسومی بوغوسیان (ارمنی: Սուրեն Համբարձումի Պողոսյան؛  زادهٔ ۲۳ دسامبر ۱۹۰۸ - درگذشته ۲۱ نوامبر ۱۹۸۸) یک زیست‌شناس، شراب‌ساز و Breeder اهل ارمنستان بود.

## زندگی‌نامه
در ۲۳ دسامبر ۱۹۰۸ در ورین کارمیرآقبیور به دنیا آمد و از دانشگاه دولتی کشاورزی روسیه (۱۹۳۱) فارغ‌التحصیل شد. کارن بوغوسیان پسر وی می‌باشد.  وی عضو مکاتبه‌ای آکادمی علوم کشاورزی روسیه؟ بود. وی همچنین برنده دانشمند شایسته ارمنستان شوروی (۱۹۶۱)، نشان لنین، نشان جنگ میهنی (درجه دو)، مدال طلای نمایشگاه دستاوردهای اقتصاد ملی و مدال نقره نمایشگاه دستاوردهای اقتصاد ملی شده است. وی در ۲۱ نوامبر ۱۹۸۸ در سن ۷۹ سالگی در ایروان درگذشت و در آرامستان شاهومیان به خاک سپرده شد.

## نگارخانه

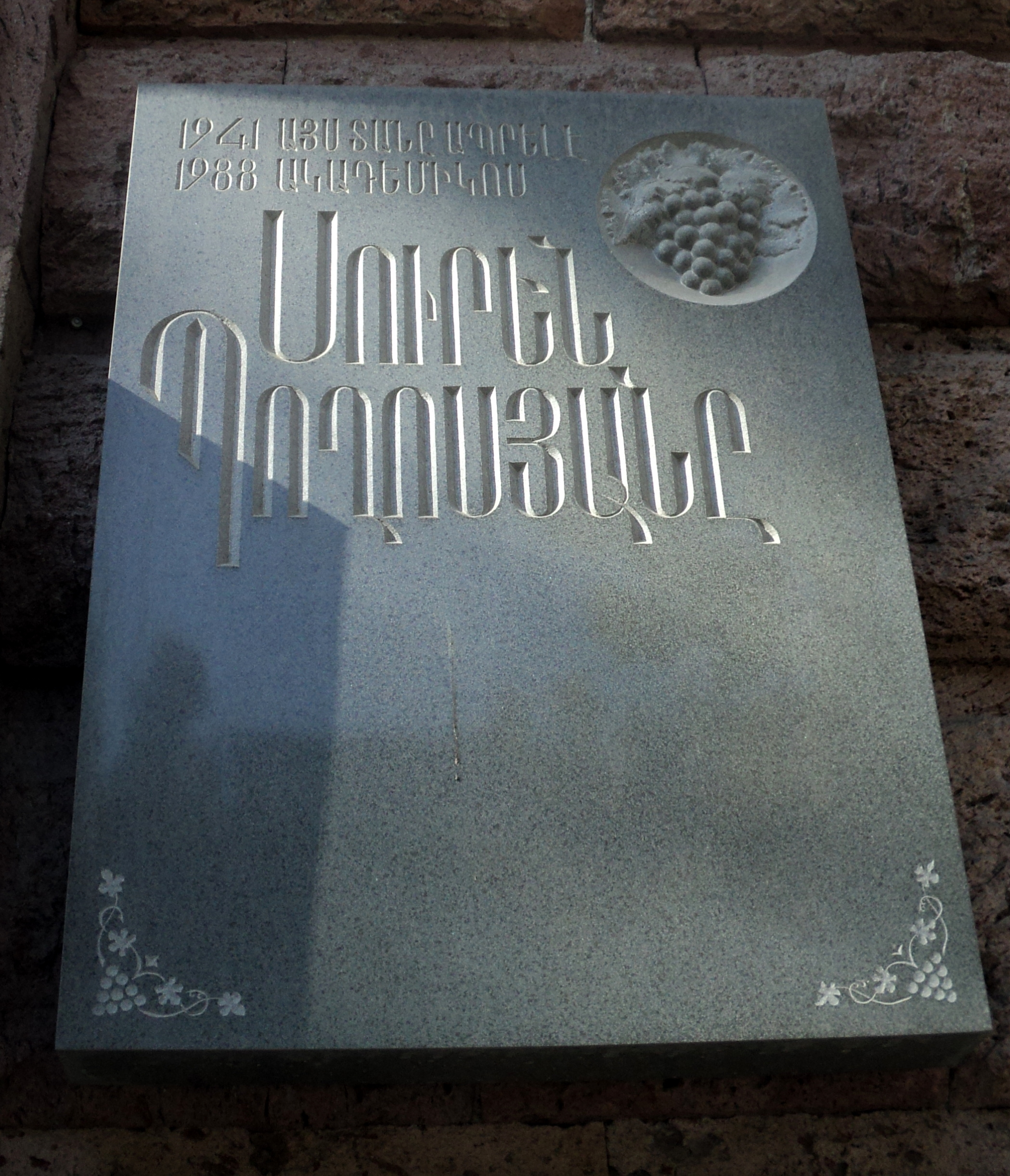

## یادداشت
1. ↑  գյուղատնտեսական գիտությունների դոկտոր
2. ↑  Մոսկվայի Կ. Ա. Տիմիրյազևի անվան գյուղատնտեսական ակադեմիա
3. ↑  գինեգործ
4. ↑  ընտրասերիչ